# Дарчинян, Арман
Арман Дарчинян (арм. Արման Դարչինյան; род. 30 апреля 1994, Ванадзор, Гугаркский район) — армянский боксёр, представитель средних весовых категорий. Выступал за сборную Армении по боксу в середине 2010-х — начале 2020-х годов, победитель и призёр ряда крупных международных турниров, многократный чемпион Армении, участник летних Олимпийских игр в Токио.

## Биография
Арман Дарчинян родился 30 апреля 1994 года в Ванадзоре, Армения. Приходится племянником известному армянскому боксёру Вику Дарчиняну.
Начал заниматься боксом в возрасте 10 лет. В 2014 году выиграл серебряную медаль в средней весовой категории на чемпионате Армении в Ереване, вошёл в состав армянской сборной и с этого времени регулярно принимал участие в различных международных турнирах.
В 2015 году одержал победу на чемпионате Армении в первом среднем весе.
На чемпионате страны 2016 года стал вторым, уступив в финале Гору Ерицяну.
В 2017 году на чемпионате Армении превзошёл всех соперников в среднем весе.
В 2018 году вновь выиграл чемпионат Армении в категории до 75 кг.
В 2019 году в составе армянской сборной боксировал на Европейских играх в Минске, где в 1/8 финала проиграл украинцу Александру Хижняку, и на чемпионате мира в Екатеринбурге, где на стадии четвертьфиналов был остановлен казахом Турсынбаем Кулахметом. Также в этом году Дарчинян успешно дебютировал на профессиональном уровне в США.
На европейском олимпийском квалификационном турнире завоевал бронзовую награду и тем самым удостоился права защищать честь страны на летних Олимпийских играх 2020 года в Токио — в категории до 75 кг единогласным решением судей взял верх над Андреем Чемезом из Словакии, но затем в четвертьфинале был нокаутирован филиппинцем Эумиром Марсьялем. Позднее принял участие в чемпионате мира в Белграде, где дошёл до 1/8 финала.
В 2022 году провёл два боя среди профессионалов в США, один выиграл по очкам, во втором была зафиксирована ничья.